# برایان ساویج
برایان ساویج (انگلیسی: Brian Savage؛ زادهٔ ۲۴ فوریهٔ ۱۹۷۱) بازیکن هاکی روی یخ اهل کانادا است.
از باشگاه‌هایی که در آن بازی کرده‌است می‌توان به فینیکس کایوتیس، فیلادلفیا فلایرز، و مونترآل کانادینز اشاره کرد.